# Lasianthus verrucosus
Lasianthus verrucosus är en måreväxtart som beskrevs av Hsien Shui Lo. Lasianthus verrucosus ingår i släktet Lasianthus och familjen måreväxter.
Artens utbredningsområde är Hainan (Kina). Inga underarter finns listade i Catalogue of Life.